# Georg Holzer
Georg Holzer (Beč, 9. ožujka 1957.), austrijski jezikoslovac, slavist, istraživač praslavenske fonologije i akcentologije, akademik Hrvatske akademije znanosti i umjetnosti.

## Životopis
Studirao je slavistiku i indoeuropeistiku na Sveučilištu u Beču. Doktorirao je 1982. u Beču promocijom „sub auspiciis praesidentis rei publicae“. Učitelji su mu bili František Václav Mareš, Radoslav Katičić i Manfred Mayrhofer. 
Od 1980. do 1983. radio je kao austrijski lektor za njemački jezik na Filozofskom fakultetu u Zagrebu. Od 1983. zaposlen je na Institutu za slavistiku na Sveučilištu u Beču. Godine 1989. habilitirao se za slavensko jezikoslovlje. Od 1997. radi na navedenome institutu kao izvanredni sveučilišni profesor. 
Usavršavao u Zagrebu, Wrocławu, Ljubljani i Krakowu. Osim u Beču, držao je povremena tzv. blok-predavanja: Osnove poredbene lingvistike i Od indoeuropskoga do hrvatskoga u Zagrebu te u Zadru u okviru kolegija Jezici i kulture u dodiru. Predavao je u Krakowu, Münsteru, Jeni, Leipzigu, Klagenfurtu, Berlinu, Michiganu, Ljubljani, Regensburgu, Dresdenu, Helsinkiju.
Od 1996. član je udruge Balkan-Kommission der Österreichischen Akademie. Bio je u uredništvu uglednog časopisa Wiener Slavistischen Jahrbuch, a od 2003. urednik je toga časopisa. Izabran je također u uredništvo časopisa Rocznik Slawistyczny te u uredništvo Rasprave Instituta za hrvatski jezik i jezikoslovlje. 
U svojim znanstvenim radovima bavi se praslavenskim glasovnim zakonima, inovacijama nakon praslavenskog i njihovim kronologijama, istraživao je i prepoznavao slavenski kontinuum nakon slavenskih raseoba, vrednovao je toponime antičkoga postanja s obzirom na hrvatski glasovni razvitak, pisao je o slavenskom leksičkom supstratu u Austriji, o slavenskim palatalizacijama u svjetlu hrvatsko-romanske jezične simbioze itd. Bio je voditeljem projekta Die Sprache des mittelalterilichen Slaventums in Osterreich.
2008. godine izabran je za redovitog člana Hrvatske akademije znanosti i umjetnosti u Razredu za filološke znanosti.

## Glavna djela
- Posuđenice iz dosad nepoznatih indoeuropskih jezika u praslavenskom i prabaltičkom, 1989.
- Die Slaven im Erlaftal, 2000.
- Rekonstruowanie języków niepoświadczonych, Kraków 2001.
- Historische Grammatik des Kroatischen, 2007.
- Untersuchungen zum Urslavischen. Einleitende Kapitel, Lautlehre, Morphematik. Peter Lang, Berlin 2020, ISBN 978-3-631-81663-9

## Vanjske poveznice
- HAZU, Georg Holzer
- Fakultet hrvatskih studija, Georg Holzer - Profili djelatnika
- Worldcat